# La Frontera, Jalisco
La Frontera är en ort i Mexiko.   Den ligger i kommunen Tapalpa och delstaten Jalisco, i den centrala delen av landet, 500 km väster om huvudstaden Mexico City. La Frontera ligger 2 248 meter över havet och antalet invånare är 207.
Terrängen runt La Frontera är varierad. Runt La Frontera är det ganska tätbefolkat, med 60 invånare per kvadratkilometer. Närmaste större samhälle är Sayula, 14,5 km sydost om La Frontera. I omgivningarna runt La Frontera växer huvudsakligen savannskog.